# Отдел Б восточных среднерусских говоров

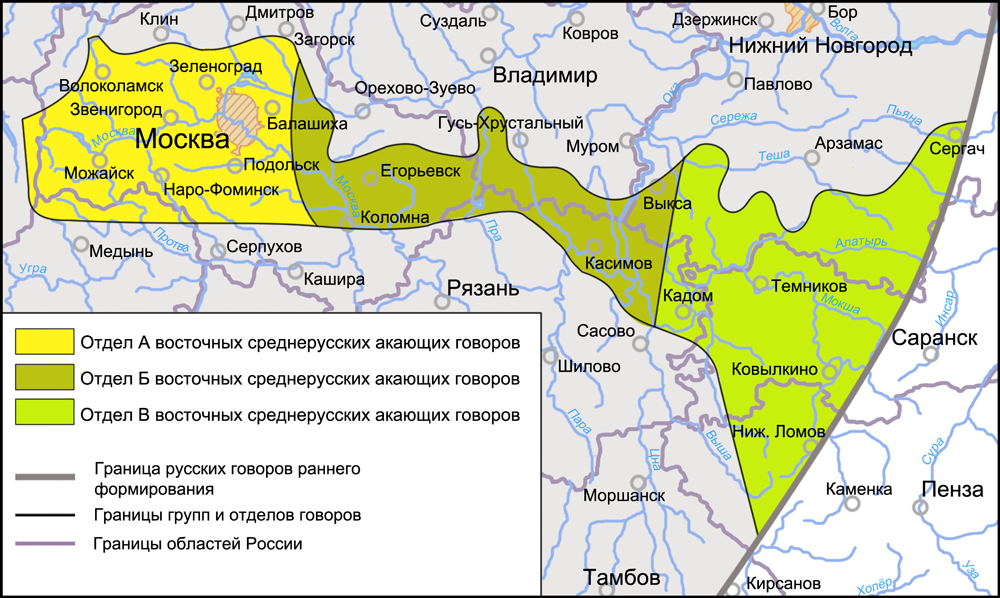
Отдел Б на карте восточных среднерусских акающих говоров
На основе данных

Отде́л Б восто́чных среднеру́сских го́воров — среднерусские говоры, не образующие самостоятельной группы, распространённые на территории восточной части Московской области, крайне южных районов Владимирской области и крайне северных районов Рязанской области. В некоторых работах по русской диалектологии данные говоры называются мещёрскими по основной части территории их распространения — Мещёрскому краю, хотя при этом выделяются говоры с таким же названием на территории Пензенской области и южнорусские говоры в составе Рязанской группы (обособленные говоры Рязанской Мещёры). Говоры отдела Б являются частью более крупного диалектного объединения — восточных среднерусских акающих говоров, среди которых их выделяет наличие цоканья и шепелявое произношение согласных.

## Вопросы классификации
| Классификация: - Русский язык - Среднерусские говоры - Восточные среднерусские говоры - Восточные среднерусские акающие говоры - Отдел Б восточных среднерусских говоров |

Различные звенья языковой системы говоров отдела Б характеризуются смешанностью и переходностью, совмещением элементов, порознь характерных различным диалектным системам (наречиям, группам говоров, диалектным зонам). Говоры отдела Б, как и все среднерусские, совмещают разнородные диалектные черты (аканье, яканье, [w] или [ў] на месте [в], [г] взрывного образования, [т] твёрдое в окончаниях глаголов и т. д.). Отсутствие чёткого территориального разделения этих говоров (например, в предударном вокализме после мягких согласных распространены умеренное яканье, еканье и иканье, которые часто сосуществуют в одном говоре), объясняемое их исторической переходностью, отсутствие ряда общих для них изоглосс местных языковых черт, чётко очерчивающих данный диалектный район, не позволяют выделить на этой территории самостоятельную группу или подгруппу говоров в составе восточных среднерусских акающих говоров. В связи с этим на диалектологической карте 1965 года данные говоры были выделены в особую величину лингво-территориального членения — отдел, не являющийся равноценным с группой говоров. Отдел Б включил в себя центральную часть восточных среднерусских акающих говоров.
Отражением южнорусского влияния, в частности говоров Рязанской группы, на говоры отдела Б является отнесение их большей части в структурно-типологической классификации к южнорусскому диалектному типу за исключением северо-западной и северо-восточной частей их территории. Среднерусские говоры выделены на четвёртом уровне как юго-восточный диалектный тип и распространены небольшими ареалами наряду с переходными (между разными диалектными типами) и южнорусскими говорами по территории соответствующей отделу Б в классификации К. Ф. Захаровой, В. Г. Орловой 1965 года.

## Область распространения
Акающие говоры отдела Б восточных среднерусских говоров размещаются в соседстве с окающими говорами Владимирско-Поволжской группы с севера (включая их Нижегородскую подгруппу на северо-востоке) и южнорусскими акающими говорами Восточной (Рязанской) группы с юга (с говорами её обособленной мещёрской территории). На западе говоры отдела Б граничат с говорами отдела А, а на востоке — отдела В восточных среднерусских акающих говоров. Говоры отдела Б занимают территорию восточной части Московской области, южные районы Владимирской области и северные районы Рязанской области.

## История
Процесс формирования говоров отдела Б в разной степени отражается в историческом взаимодействии как финно-угорских и русского языков, так и диалектов Ростово-Суздальской и Рязанской земель.
Взаимодействие различного по языку населения в древнерусском государстве на территории, заселённой в прошлом не только разноплеменным восточнославянским населением (вятичи, восточные кривичи), но и представителями других народов, преимущественно финно-угорских, главным образом мещёрой и мордвой, определило лингвистическое своеобразие современных восточных среднерусских акающих говоров отделов Б и В.
Основной территорией расселения мещёры было среднее течение Оки (северная граница территории мещёры проходит из района современной Коломны и далее мимо верховьев рек Пры и Гуся к Мурому), в этой местности, представляющей собой болотистую, малонаселённую низменность, финно-угорские племена не были ассимилированы, вероятно, до XII века или ещё позже, что могло стать причиной возникновения и закрепления некоторых диалектных особенностей говоров отдела Б. В них, как и в соседних говорах северо-востока Рязанской группы, прослеживаются некоторые черты языка-субстрата (кроме лексики, возможно, цоканье и шепелявое произношение согласных).
Говоры этих территорий испытывали влияние различных русских диалектов (занимая пограничное положение между Муромским и Рязанским княжествами), из которых самым значительным было влияние говоров населения Рязанской земли. С XIII века население из южных областей, переселявшееся на север от постоянных набегов татар, могло оседать в труднопроходимых местах, в том числе и в Мещёрской низменности. Это подтверждается тем, что среди отличий говоров друг от друга в пределах отдела отмечаются явления, относящиеся к новообразованиям рязанских говоров разной поры.
Некоторая обособленность существования данных говоров позволила им сохранить своеобразные редкие диалектные особенности, распространённые, вероятно, когда-то значительно шире. Возможно, что в древности вся территория Мещёры была единой в диалектном отношении, но в более позднее время это единство распалось. Р. И. Аванесов определяет происхождение говоров отдела Б как южнорусское (рязанское) с севернорусским влиянием.
К характеристике лингвистического ландшафта восточной части говоров отдела Б относится также влияние языковых контактов с татарским населением, появившимся в районе Касимова с XV века.

## Особенности говоров
Говоры отдела Б, как и все остальные среднерусские говоры, располагаются в зоне интерференции южнорусских и севернорусских диалектных ареалов, на границе аканья и оканья. Отдел Б занимает область, на которой происходило междиалектное взаимодействие с другими восточными среднерусскими акающими говорами, с говорами Рязанской группы и с восточными среднерусскими окающими говорами. При этом существует некоторая обособленность юго-западных и южных говоров отдела Б, которые отличаются близостью к говорам южного наречия и юго-восточной диалектной зоны, и северных и северо-восточных говоров с усилением влияния на них восточных среднерусских окающих говоров.
Говоры отдела Б разделяют все диалектные черты, которые характерны среднерусским говорам в целом, восточным среднерусским говорам, а также восточным среднерусским акающим говорам. Кроме этого, на территории говоров отдела Б распространены местные диалектные черты и некоторые черты соседних групп: Владимирско-Поволжской (прежде всего их южных говоров) и Восточной (Рязанской) (включая особенности мещёрских говоров в северо-восточной части территории группы).

### Фонетика
1. Аканье — неразличение гласных неверхнего подъёма в безударных слогах после твёрдых согласных[9][10][11].
2. Для вокализма говоров отдела Б помимо аканья, распространённого во всех восточных среднерусских акающих говорах, характерно также наличие в разных частях территории умеренного яканья, еканья и иканья[12][13][14]. А также специфически мещёрская редукция гласных в конце фразы[4]. Иканье также распространено в части селигеро-торжковских говоров, части говоров отдела А и в виде мелких ареалов во многих других среднерусских говорах. Еканье также встречается в говорах отдела А.
3. Наличие цоканья, главным образом твёрдого ([ц]ай — у́ли[ц]а), редко встречается совпадение согласных [ч] и [ц] в [ц'] : [ц']ай — у́ли[ц']а или различение [ц] и [ц']: [ц']ай — у́ли[ц]а. Ареал твёрдого цоканья (возможно, финно-угорского субстрата) объединяет говоры отдела Б с южными говорами Владимирско-Поволжской группы и некоторой частью говоров отдела В восточных среднерусских акающих говоров, а также с мещёрскими говорами Восточной (Рязанской) группы[15][16][17]. Твёрдое цоканье также распространено в говорах Гдовской и Псковской групп.
4. Распространение произношения с сильным свистящим, или иногда с шипящим, призвуком мягких фонем [т'] и [д']: [т’с']и́хо (тихо), [д’з']ен’ (день) и т. п. Подобное произношение распространено в переходных к белорусским говорах Западной группы и в говорах Псковской группы.
5. Распространение произношения фонем [с'] и [з'] с сильным шипящим призвуком: [с’’]ем (семь), [з’’]ел’о́ной (зелёный) и т. п. Черта, характерная для Псковской группы говоров. Непоследовательное распространение шепелявых согласных в соответствии [с'] и [з'] также известно белозерско-бежецким говорам.
6. Совпадение гласных [а] и [о] в гласных [ъ] или [а] в заударных слогах: на́д[ъ] (надо), до́м[ъ] (дома) или на́д[а], до́м[а], из го́р[ъ]да (из города), вы́с[ъ]жу (высажу) и т. д. Черта южнорусского наречия. Совпадение гласных [а] и [о] только в [а] в конечном закрытом слоге: в го́р[а]д (в город), вы́д[а]л (выдал) и т. д. Черта юго-восточной диалектной зоны.
7. Произношение словоформ прошедшего времени муж. рода тряс и запряг с гласным [о] под ударением: т[р’о]с, зап[р’о́]г как в южнорусском наречии.
8. Произношение слова комар с мягким [р'] как [кума́р’]. Черта юго-восточной диалектной зоны.
9. Ассимилятивное прогрессивное непереходное смягчение задненёбного согласного [к] в положении после парных мягких согласных: де[н’к’а́] и т. п. Черта юго-восточной диалектной зоны[1].

### Морфология и синтаксис
1. Распространение южнорусской формы повелительного наклонения от глагола лечь: [л’аш].
2. Наличие у глаголов возвратных частиц -с’а или -си с мягкими согласными в составах частиц: умы́л[си], умы́л[с’а]; бои́ш[си], бои́ш[с’а] и т. п. Данная черта характерна для юго-восточной диалектной зоны.
3. Распространение форм родительного пад. ед. числа с окончанием -е у существительных жен. рода, оканчивающихся на -а и c основой на твёрдый согласный в сочетании с предлогом у: у жен[е́], у ма́м'[и] и т. п. Явление характерно для южнорусского наречия, такие формы также распространены в соседних южных говорах Владимирско-Поволжской группы.
4. Рассеянное распространение форм косвенных пад. притяжательных местоимений жен. рода мой[о́]й, твой[о́]й, известных также в Рязанской и Тульской группах говоров, в отличие от форм мой[е́]й, твой[е́]й в говорах центральной диалектной зоны.
5. Совпадение безударных окончаний 3-го лица мн. числа глаголов I и II спряжения как и в южнорусском наречии: пи́ш[ут], но́с'[у]т и т. п.[18]
6. Распространение, как и в юго-восточной диалектной зоне, ударного гласного [о] во всех личных формах глаголов I спряжения наст. времени: нес'[о́]ш, нес'[о́]т, нес'[о́]м, нес'[о́]те и др.
7. Формы родительного пад. мн. числа с окончанием -ей под ударением у существительных с основой на [ц]: огурце́й, купце́й, отце́й, танце́й и т. п., наиболее последовательно в словоформе огурце́й. Подобные формы широко распространены в межзональных говорах северного наречия, менее последовательно в говорах Вологодской и Владимирско-Поволжской групп.
8. Наличие форм дательного и предложного пад. ед. числа с окончанием -е от некоторых существительных жен. рода, оканчивающихся на мягкий согласный: по гр’азе́, в гр’азе́ и т. п. Черта Восточной (Рязанской) группы, Вологодской группы и говоров отдела В.
9. Употребление форм творительного пад. ед. числа у существительных жен. рода разных типов склонения с безударным окончанием -уй: па́лк[уй], ба́б[уй], дере́вн’[уй], гр’а́з’[уй] (наряду с гр’а́з’[йуй] и гр’а́з[ей]). Формы па́лк[уй] и др. (от существительных с окончанием -а с твёрдой основой) распространены в Тверской подгруппе Владимирско-Поволжской группы говоров, формы ба́б[уй], дере́вн’[уй] и др. (от существительных с окончанием -а как с твёрдой, так и с мягкой основой) распространены в говорах Верхне-Днепровской группы. Формы гр’а́з[ей] наряду с гр’а́з'[уй] известны в говорах отдела В. Другой ареал таких форм находится в западной части распространения русских диалектов и охватывает Западную, Верхне-Днепровскую группы и южную часть Псковской группы.
10. Распространение личных форм глаголов сыпать, дремать и т. п., образованных с таким соотношением основ, как: сы́[пл']у, сы́[п]еш или сы́[п']у, сы́[п]еш. Черта юго-восточной диалектной зоны, известная также в говорах отдела В.
11. Наличие форм предложного пад. мн. числа существительных с окончанием -аф: в дома́ф, при отца́ф, на нога́ф и т. п. Данная черта известна также говорам Тверской подгруппы Владимирско-Поволжской группы и белозерско-бежецким говорам севернорусского наречия.
12. Распространение формы местоимения 3-го лица в именительном пад. мн. числа: оны́. Такая форма местоимения известна в Ладого-Тихвинской и Поморской группах говоров, а также в западной диалектной зоне наряду с формой йоны́[1].

### Лексика
1. Распространение слов: око́сье (деревянная часть косы), напа́лок (рукоятка косы) и др. (эти слова также известны южным говорам Владимирско-Поволжской группы), ца́пля (сковородник).
2. Отсутствие общих для всех восточных среднерусских говоров слов севернорусского происхождения ковш и о́зимь (всходы ржи)[1].

## История изучения
Говоры Мещёрского края как отдела Б, так и приграничных районов Владимирско-Поволжской и Рязанской групп изучаются на протяжения столетия с 1895 года, исследуются как диалектные черты отдельных населённых пунктов в междуречья Оки — Клязьмы, так и общие диалектные черты этой лингвистической области.
Одним из первых подробных описаний говоров Мещёры (Парахинской волости Касимовского уезда) была работа казанского профессора Е. Ф. Будде — К истории великорусских говоров. Опыт историко-сравнительного исследования народного говора в Касимовском уезде Рязанской губ. (Казань, 1896).
В 1914 году академиком А. А. Шахматовым был описан Лекинский говор.